# Maciej
Maciejⓘ – imię męskie, pochodzenia hebrajskiego: hebr. ‏מַתִּתְיָהוּ‎ Matatjahu, oznaczające „dar Jahwe”.
Wedle danych PESEL według stanu na 19 stycznia 2024 roku imię to nosiło w Polsce 267 723 mężczyzn.

## Historia
Imię to, w formie aramejskiej, nosił Maciej Apostoł, wybrany po samobójstwie Judasza (Dz 1,15–26).
W Polsce występowanie poświadczone jest od 1201 roku. Obecne w literaturze rybałtowskiej i pastorałkach. W staropolszczyźnie istniało wiele formy obocznych wspólnych dla Mateusza i Macieja (m.in. Matys, Matysz, Matusz, Matyja, Matyjasz).
Maciej wciąż należy do bardzo popularnych imion; wśród imion nadawanych nowo narodzonym dzieciom, w 2017 r. zajmował 35. miejsce w grupie imion męskich. W całej populacji Polaków Maciej zajmował w 2017 r. 24. miejsce (262 851 nadań).
Znaczeniowo polskim odpowiednikiem jest imię Bogdan (por. łac. Adeodatus).
Zdrobnienia: Maciek, Maciuś, dawniej Mach, Maćko
Żeński odpowiednik: Macieja
Maciej obchodzi imieniny: 30 stycznia, 14 maja (dzień wspomnienia Macieja Apostoła przeniesiony z 24 lutego lub 25 lutego), 3 czerwca i 11 listopada.

## Odpowiedniki w innych językach
- język angielski – Matthias
- język białoruski – Мацей lub Мацьвей
- język duński – Matthijs, Thijs
- esperanto – Matiaso
- język francuski – Matthias
- język hiszpański – Matías (nie mylić z Mateo, czyli Mateusz)
- język litewski – Motiejus
- łacina – Matthias
- język niderlandzki – Matthias, Thijs
- język niemiecki – Matthias lub Matthäus
- język portugalski – Mathias, Matias
- język rosyjski – Матвей
- język serbski – Matija
- język węgierski – Mátyás
- język włoski – Mattia
- język czeski – Matěj
- język chorwacki – Matej
- język ukraiński – Матвій

## Osoby o imieniu Maciej
- św. Maciej Apostoł – uczeń Jezusa Chrystusa (wspomnienie 14 maja[9], dawniej[a][10] 24 lutego lub 25 lutego[11])
- Maciej Aksler – polski pilot doświadczalny (1947-2006)
- Maciej Augustyn – historyk Bieszczadów (ur. 1956)
- Maciej Aleksy Dawidowski – polski instruktor harcerski, bohater powieści „Kamienie na szaniec” (1920-1943)
- Maciej Balcar – polski wokalista, kompozytor, aktor (ur. 1971)
- Maciej Berbeka – polski himalaista, ratownik TOPR (1954-2013)
- Thijs Berman – holenderski polityk, dziennikarz (ur. 1957)
- Maciej Bieniasz – polski malarz, pedagog (ur. 1938)
- Maciej Bobula – polski poeta (ur. 1988)
- Maciej Bodnar – polski kolarz, jeżdżący w teamie Bora-Hansgrohe (ur. 1985)
- Maciej Borkowic – dawny wojewoda poznański (1298-1360)
- Maciej Brzoska – aktor teatralny, telewizyjny i filmowy (ur. 1979)
- Maciej Czaczyk – polski ksiądz, były muzyk (ur. 1994)
- Maciej Czyżowicz – polski pięcioboista nowoczesny (ur. 1962)
- Maciej Damięcki – polski aktor (ur. 1944)
- Maciej Dobrowolski – polski siatkarz (ur. 1977)
- Maciej Drzewicki – prymas Polski, kanclerz wielki koronny (1467-1535)
- Maciej Dejczer – polski scenarzysta i reżyser filmowy (ur. 1955)
- Maciej Dowbor – polski prezenter telewizyjny (ur. 1978)
- Maciej Englert – polski aktor i reżyser (ur. 1946)
- Maciej Franz – polski historyk (ur. 1969)
- Maciej Frączyk – polska osobowość internetowa (ur. 1984)
- Maciej Froński – poeta i tłumacz (ur. 1973)
- Maciej Ganczar – polski historyk literatury i kultury (ur. 1976)
- Maciej Giertych – polski polityk, dendrolog (ur. 1936)
- Maciej Gnitecki – polski judoka (ur. 1980)
- Maciej Górski – dziennikarz, urzędnik państwowy i dyplomata (1944-2020)
- Maciej Grzyb – polski judoka (ur. 1996)
- Maciej Guzek – polski pisarz fantasy (ur. 1977)
- Maciej Habsburg – cesarz rzymski (1612-1619)
- Matatiasz Hasmoneusz – kapłan żydowski (zm. 166 p.n.e.)
- Maciej Irek – polski judoka (ur. 1986)
- Maciej Jabłoński – polski muzykolog i krytyk muzyczny (1962-2017)
- Maciej Jabłoński – polski dziennikarz (ur. 1973)
- Maciej Jabłoński – polski polityk i urzędnik (ur. 1976)
- Matthias Jabs – niemiecki gitarzysta, członek grupy Scorpions
- Maciej Jewtuszko – polski zawodnik MMA (ur. 1981)
- Maciej Konacki – polski astrofizyk (ur. 1972)
- Maciej Kot – polski skoczek narciarski (ur. 1991)
- Maciej Kozłowski – polski aktor (1957-2010)
- Maciej Kuroń – polski kucharz (1960-2008)
- Maciej Kurzajewski – polski dziennikarz sportowy (ur. 1973)
- Maciej Lampe – polski koszykarz (ur. 1985)
- Matthias Lepiller – francuski piłkarz (ur. 1988)
- Maciej Maleńczuk – polski artysta (ur. 1961)
- Maciej Mączyński – polski językoznawca (polonista) (ur. 1954)
- Maciej Miechowita – polski uczony (1457-1523)
- Maciej Miecznikowski – polski wokalista i muzyk (ur. 1969)
- Maciej Mielcarz – polski bramkarz (ur. 1980)
- Maciej Molęda – polski artysta (ur. 1976)
- Maciej Orłoś – polski prezenter telewizyjny (ur. 1960)
- Maciej Parowski – polski pisarz i krytyk (ur. 1946)
- Maciej Płażyński – polski polityk (1958–2010)
- Maciej Prus – polski reżyser i aktor teatralny (ur. 1937)
- Maciej Rataj – polski polityk (1884–1940)
- Maciej Rock – polski dziennikarz muzyczny (ur. 1978)
- Maciej Rybus – polski piłkarz (Lokomotiw Moskwa) (ur. 1989)
- Maciej Kazimierz Sarbiewski, SI – polski poeta (1595-1640)
- Matthias Sammer – niemiecki piłkarz, reprezentant kraju (ur. 1967)
- Maciej Silski – polski wokalista
- Maciej Słomczyński – polski pisarz i tłumacz (1922-1998)
- Maciej Bogusz Stęczyński – polski rysownik, poeta i krajoznawca (1814-1890)
- Maciej Stryjkowski – polski historyk (lata 1500)
- Maciej Stoiński – polski biznesmen i prezes (ur. 1972)
- Maciej Stuhr – polski aktor (ur. 1975)
- Maciej Szczęsny – polski piłkarz (ur. 1965)
- Maciej Ślesicki – polski reżyser (ur. 1966)
- Maciej Święcicki – polski profesor prawa pracy (1913-1971)
- Maciej Terlecki – polski piłkarz (ur. 1977)
- Maciej Tworzydło – polski judoka (ur. 1991)
- Maciej Wojtyszko – polski reżyser (ur. 1946)
- Maciej Zacheja – polski judoka (ur. 1992)
- Maciej Zaremba Bielawski - polsko-szwedzki dziennikarz (ur. 1951)
- Maciej Zakościelny – polski aktor (ur. 1980)
- Maciej Zdziarski – polski dziennikarz telewizyjny i radiowy, działacz społeczny (ur. 1979)
- Maciej Zegan – polski pięściarz (ur. 1975)
- Maciej Zembaty – polski muzyk, kompozytor, poeta i reżyser (1944-2011)
- Maciej Zień – polski projektant mody (ur. 1979)
- Maciej Zięba – polski teolog i publicysta, dominikanin (1954-2020)
- Maciej Stanisław Zięba – polski filozof (ur. 1957)
- Maciej Żurawski – polski piłkarz (ur. 1976)

## Osoby fikcyjne
- Jan Karol Maciej Wścieklica – tytułowy bohater dramatu Witkacego
- Król Maciuś Pierwszy – tytułowy bohater książek Janusza Korczaka
- Maciej Boryna – postać z Chłopów Władysława Reymonta
- Maćko z Bogdańca – postać z Krzyżaków Henryka Sienkiewicza
- Maciek Chełmicki – postać z Popiołu i diamentu Jerzego Andrzejewskiego
- Maciej (Matyjasz) Dobrzyński – bohater Pana Tadeusza Adama Mickiewicza zwany Maćkiem nad Maćkami
- Maciej Raptusiewicz – postać z „Zemsty” Aleksandra Fredry
- Maciej z Głodomanka – tytułowy bohater powieści Władysława Strumskiego
- Matías LaFontaine – bohater serialu Violetta, brat Jade LaFontaine (Florencia Benítez). W tej roli Joaquín Berthold.